# ونتوردا
ونتوردا (به اسپانیایی: Venturada) یک شهرستان در اسپانیا است که در مادرید (بخش خودمختار) واقع شده‌است.